# ケイトリン・フィッツジェラルド
ケイトリン・フィッツジェラルド（Caitlin FitzGerald、1983年8月25日 - ）は、アメリカ合衆国の女優。
メイン州ノックス郡カムデン出身。ニューヨーク大学傘下のティッシュ・スクール・オブ・ジ・アーツやロンドンの王立演劇学校に学ぶ。
映画『恋するベーカリー』や、テレビドラマ『マスターズ・オブ・セックス』ウィリアム・マスターズ博士の妻リビー・マスターズ役で知られる。

## 主な出演作品

### 映画
- ウッドストックがやってくる! Taking Woodstock (2009)
- 恋するベーカリー It's Complicated (2009)
- ダムゼル・イン・ディストレス バイオレットの青春セラピー Damsels in Distress (2011)
- アダルト・ビギナー Adult Beginners (2014)
- マンハッタンロマンス Manhattan Romance (2014)
- ブラック・ビューティー Always Shine (2016)
- 慈悲 Mercy (2016)
- スーサイド・ライブ This Is Your Death (2017)
- シャロン・ストーン バースデー狂騒曲 All I Wish (2017)
- ヒトラーを殺し、その後ビッグフットを殺した男 The Man Who Killed Hitler and Then the Bigfoot (2018)[6]
- シカゴ7裁判 The Trial of the Chicago 7 (2020)

### テレビドラマ
- ゴシップガール Gossip Girl (2011)
- マスターズ・オブ・セックス Masters of Sex (2013-2016)
- Rectify (2016)
- コード・ブラック 生と死の間で Code Black (2017)
- UnREAL UnREAL (2018)
- Sweetbitter (2018-2019)
- サクセッション Succession (2018-2019)